# 亚硒酸钐
亚硒酸钐是一种无机化合物，化学式为Sm2(SeO3)3，它的溶度积为(2.6±1.1)×10−32。

## 制备
它可由氧化钐和二氧化硒在水中反应得到，其四水合物在100~310 °C脱水，可以得到无水物。硝酸钐和二氧化硒在230 °C与水中进行水热反应，可以得到亚硒酸钐，但反应会同时生成Sm2(SeO4)(SeO3)2(H2O)2。